# 星乃ゆづき
星乃 ゆづき（ほしの ゆづき、1995年6月28日 - ）は、東京都出身のAV女優。プライムエージェンシー所属。

## 略歴・人物
2016年9月にデビューしたロリ系のAV女優。
2016年7月25日、AV女優によるアイドルユニット「ラブリーポップス」に加入。メンバー（橙担当）として活動していたが、同年11月17日に脱退を発表。

## 出演作品

### アダルトDVD
2016年
- 嫁の連れ子がドストライク。 ゆづき 148cm 無毛（9月1日、ミニマム）
- 銭湯の男湯に父親と入ってくる少女を狙った盗撮いたずらわいせつ映像（10月28日、I.B.WORKS）
- 「先生、オウチでしようよ」 天使のささやき。 ゆづき パイパン（11月1日、ミニマム）
- 娘と家庭教師の女を媚薬発情させ近親&レズ3PでW中出しセックス（11月25日、DOC）
- 毎年夏休みに遊びに来る日焼け姪っ子に睡眠薬を飲ませいたずらを繰り返す叔父の記録（11月25日、I.B.WORKS）
- 父による娘の成長記録投稿映像（11月25日、I.B.WORKS）
- お金の為だと割り切って友達だけどSEXして下さい!! JK編 vol.3（12月9日、DOC）
- 偶然見えたカワイイ女子校生の純白パンチラ♥ 視線に気づき頬を真っ赤にするも、実はHに興味津々。挙句に告白までされて、そのまま中出ししちゃいました!（12月9日、SCOOP）
- 個室JKリフレ盗撮（12月16日、MAGIC）

2017年
- 日○体○大学併設 競泳アスリートばかりを狙うスポーツトレーナー整体治療院 10（1月1日、変体紳士クラブ）
- 大人しそうなJKばかりを狙い神業マッサージで色情のツボを圧すと他の生徒にバレないようにチ○ポを何度も求めてきたので中出しまでした件（1月7日、変体紳士クラブ）
- 素人女子大生限定! パンティ素股でカチカチち●ぽがアソコに擦れて赤面発情! クロッチは恥ずかし汁まみれ!そのまま生で擦り合わせて、ヌルヌルワレメに結局つるんっと入って生中出し!! 4 つい先日まで高●生だった18歳大学1年生編（1月13日、S級素人）
- 思春期の女子校生はカワイイ顔して超むっつりスケベ！目の前で勃起チ○ポを見てしまったら…（1月19日、ゴールデンタイム）
- 日焼けした生徒を狙った家庭教師の投稿映像（1月27日、I.B.WORKS）
- ソソる女子社員がボクに黒パンストを見せつけて勃起させ、逆素股でヌイてくれた！！（2月2日、SOSORU×GARCON）

- 痴女からボクを救ってくれた真面目なクラス委員長がまさかの痴女化！通学で満員電車に乗ったら痴女に遭遇！手コキされ発射寸前！しかし、クラスの真面目委員長が間に入り助けてくれた！痴女を追い払う委員長。しかしその一部始終を見ていた委員長は発情していたみたいで…（2月19日、Hunter）
- 固定バイブだるまさんが転んだ4（2月25日、はじめ企画）
- 美少女限定ナンパ企画！そこの綺麗なお嬢さん！知り合いで一番エッチな娘を紹介してください！1人捕まれば芋づる式に釣れるセフレの輪見た目清楚系なのにド助平SEX好きを大量ゲット！（3月7日、ナンパJAPAN）
- お尻だらけのケツ穴御開帳学園 新学期Ver.（4月6日、ROCKET）
- ゲスの極み映像 習字塾3人目 18歳（4月28日、プレステージ）
- ナンパTV×PRESTIGE PREMIUM 10（4月28日、プレステージ）

### イメージDVD
- 初裸 virgin nude 98（2016年8月4日、REbecca）

### 企画コンテンツ
- PHOTO(2016年11月1日時点）
- 001～005（002はプラチナ会員限定)
- 動画(2016年10月31日時点）
- 001～006（003はプラチナ会員限定)
- 単品購入動画（会員制定額サービス入会後、ポイントで別途購入）(2016年10月16日時点）
- 星乃ゆづき　チラチラ見える下着に釘づけ！もじもじしつつも色々見えちゃってます！　制服ワンピース
- 星乃ゆづき　勉強中にまさかのエッチな展開！こんなのがいいの？パンツを大胆見せつけ♪　挑発パンチラ編
- 星乃ゆづき　お兄ちゃん、いつものソーセージ頂戴？一生懸命頬張っちゃうよ☆彡　ソーセージ舐め編
- 星乃ゆづき　上って降りて、プルプルするふともも！ローアングルでパンツを堪能しちゃお♪　踏み台運動編